# Thieffry metróállomás
A Thieffry (kiejtés: [tjɛ.fʁi]) a brüsszeli 5-ös metró állomása a Merode és az Pétillon állomások között.

## Az állomás története

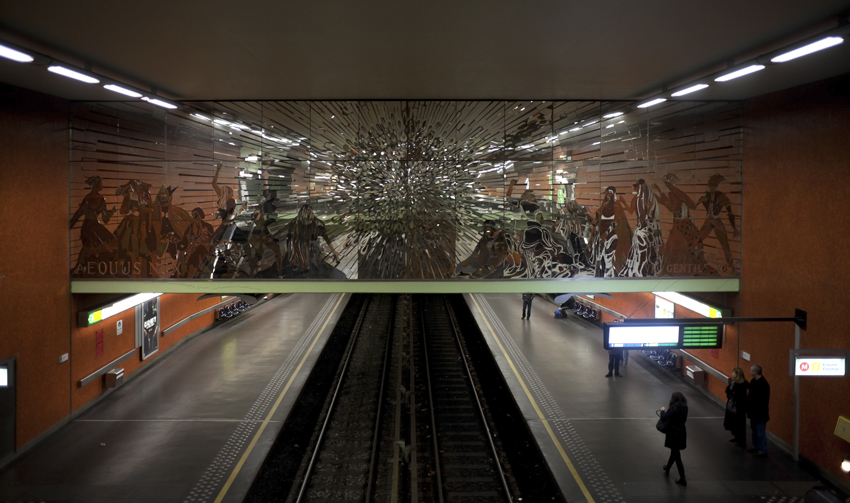
Az állomást díszítő műalkotás

Az állomás az 1970-es évek közepén a 26-os vasútvonallal (Schaerbeek-Halle) párhuzamosan egy völgyben épült, mint például a Pétillon, Hankar és Delta állomások. A Merode irányába a metrók alagútban folytatják az útjukat, míg a Pétillon felé a szabad ég alatt mennek tovább. Maga a Thieffry állomás a felszínen található.

## Jellemzői
Nevét a rue Aviateur Thieffryről kapta. Edmond Thieffry egy híres első világháborús belga pilóta volt. 1892-ben Etterbeekben született és 1929-ben halt meg Belga Kongóban.
Az állomást 1976. szeptember 20-án nyitották meg.
200 méterre keletre található a Boileau premetróállomás a nagykörúton (Grande Ceinture).

## Átszállási lehetőségek
| 5 (Érasme – Herrmann-Debroux) |                        |                         |
| Állomás                       | Átszállási lehetőségek | Fontosabb létesítmények |
| Thieffry                      | 36 Schuman - Konkel    |                         |

## Fordítás
- Ez a szócikk részben vagy egészben  a   Thieffry (métro de Bruxelles) című francia Wikipédia-szócikk ezen változatának fordításán alapul.  Az eredeti cikk szerkesztőit annak laptörténete sorolja fel. Ez a jelzés csupán a megfogalmazás eredetét és a szerzői jogokat jelzi, nem szolgál a cikkben szereplő információk forrásmegjelöléseként.